# Никитино (Демидовский район)
Никитино — деревня в Демидовском районе Смоленской области России. Входит в состав Закрутского сельского поселения. Население — 1 житель (2007 год). 
Расположена в северо-западной части области в 10 км к северо-западу от Демидова, в 1,5 км восточнее автодороги Р133 Смоленск — Невель. В 55 км южнее деревни расположена железнодорожная станция Голынки на линии Смоленск — Витебск. 

## История
В годы Великой Отечественной войны деревня была оккупирована гитлеровскими войсками в июле 1941 года, освобождена в сентябре 1943 года.